# Victor Kolyvagin
Victor Alexandrovich Kolyvagin (em russo:  Виктор Александрович Колывагин) é um matemático russos que vive nos Estados Unidos.
Kolyvagin obteve um doutorado em 1981 na Universidade Estatal de Moscou, orientado por Yuri Manin.
Foi palestrante convidado do Congresso Internacional de Matemáticos em Quioto (1990: On the Mordell-Weil group and the Shafarevich-Tate group of modular elliptic curves).

## Obras
- Finiteness of E(Q) and Ш(E/Q) for a subclass of Weil curves, Izv. Akad. Nauk. SSSR Ser Mat., Volume 52, 1988, p. 522–540;
- On the Mordell-Weil group and the Shafarevich-Tate group of Weil elliptic curves, Izv. Akad. Nauk. SSSR Ser Mat., Volume 52, 1988, p. 1154–1179
- Euler systems, Grothendieck Festschrift, Progress in Math., Birkhäuser Boston 1990